# Mermessus dentiger
Mermessus dentiger är en spindelart som beskrevs av O. Pickard-Cambridge 1899. Mermessus dentiger ingår i släktet Mermessus och familjen täckvävarspindlar. Inga underarter finns listade i Catalogue of Life.